# رتینیت پیگمنتوزا
رتینیت پیگمنتوزا (Retinitis pigmentosa، RP) یا شبکیه‌آماس رنگیزه‌ای یک بیماری ارثی است، که باعث اختلال شدید بینایی می‌شود.
رتینیت پیگمنتوزا نام عمومی گروهی از بیماری‌های عمدتاً وراثتی است که با از میان رفتن تدریجی پاسخ شبکیه، کاهیدگی شبکیه و نازک شدن رگ‌های آن و تجمع رنگیزه‏‌ها و محدود شدن میدان بینایی همراه است
در مراحل اولیه فرد در شب دچار مشکل می‌شود و با پیشرفت بیماری دید فرد در روز هم کاهش می‌یابد.
علت کاهش دید زوال تدریجی گیرنده‌های نوری شبکیه است.

## همه‌گیرشناسی
طبق تحقیقات مقدار فراگیری بیماری ۱ به۴۰۰۰ است و در دنیا حدود یک و نیم میلیون نفر به این بیماری مبتلا هستند.

## درمان
در حال حاضر روی درمان‌های آینده نگر، همچون سلول‌های بنیادی، استفاده از مکمل‌ها، استفاده از دارو کار می‌شود.
یکی از جدیدترین روش‌ها که در سال‌های اخیر متداول شده‌است استفاده از شبکیه مصنوعی است. این پروتزهای بینایی که توسط چندین شرکت در سراسر دنیا عرضه می‌شوند، به عنوان پل ارتباطی بین چشم و مغز عمل می‌کنند..
روش دیگری که پژوهشگران در حال تلاش برای استفاده از آن هستند کریسپر است. آنها از روش کریسپر برای ترمیم جهش ژنتیکی مسئول بیماری رتینیت پیگمنتوزا استفاده کردند. کریسپر که یک روش پیشرفتهٔ ویرایش ژن است، پتانسیل بالقوه‌ای نه تنها برای بیماری‌های ارثی چشم بلکه برای درمان بیماری‌های تخریب شبکیه غیر ارثی از خود نشان داده‌است.